# Magnús Scheving
Magnús Örn Eyjólfsson Scheving (født 10. november 1964) er en islandsk forfatter, skuespiller, tv-producer, entreprenør og tidligere atlet, der er kendt for tv-serien LazyTown, hvor han spiler rollen som helten Sportacus.
Han startede på aerobic som følge af et væddemål med en af sine venner.

## Filmografi
| År   | Film              | Rolle         | Noter                 |
| ---- | ----------------- | ------------- | --------------------- |
| 2010 | The Spy Next Door | Anton Poldark | Første og eneste film |

| År        | Film                  | Rolle     | Noter                             |
| --------- | --------------------- | --------- | --------------------------------- |
| 2004–2014 | LazyTown              | Sportacus | Hovedrolle på engelsk og islandsk |
| 2006      | The Paul O'Grady Show | Sportacus | Gæst                              |
| 2008      | LazyTown Extra        | Sportacus | Hovedrolle                        |